# Crane Flat Fire Lookout
Le Crane Flat Fire Lookout est une tour de guet du comté de Mariposa, en Californie, dans l'ouest des États-Unis. Situé sur le Crane Flat, auquel il doit son nom, il est protégé au sein du parc national de Yosemite. Il est inscrit au Registre national des lieux historiques depuis le 4 avril 1996.